# Сорболо (Ла Специја)
Сорболо је насеље у Италији у округу Ла Специја, региону Лигурија.
Према процени из 2011. у насељу је живело 108 становника. Насеље се налази на надморској висини од 315 м.